# Aurelius Prudentius Clemens
Aurelius Clemens Prudentius (348 - 413) was een christelijk dichter, die werd geboren in de Romeinse provincie Hispania Tarraconensis (in het huidige Noord-Spanje). Prudentius werd tweemaal tot proconsul verkozen, tot hij door keizer Theodosius I naar Rome ontboden werd. Daar werd hij vegetariër. Hij schreef christelijke poëzie en bundelde ook werken van andere dichters.

## Werken
Prudentius schreef onder andere de volgende (dicht)werken:
- Liber Cathemerinon
- Liber Peristephanon
- Apotheosis
- Hamartigenia
- Psychomachia
- Libri contra Symmachum
- Dittochæon

- Bibsys: 90600511
- Biblioteca Nacional de España: XX880437
- Bibliothèque nationale de France: cb120304005 (data)
- Catàleg d'autoritats de noms i títols de Catalunya: 981058518146906706
- CiNii: DA01427044
- Gemeinsame Normdatei: 118596829
- International Standard Name Identifier: 0000 0001 2117 8930
- Library of Congress Control Number: n79063458
- Nationale Bibliotheek van Letland: 000291029
- MusicBrainz: b522375b-a5b5-4d7b-84ee-7e34a4473818
- Bibliotheek van het Japanse parlement: 00525326
- Nationale Bibliotheek van Tsjechië: jn19981002051
- Nationale bibliotheek van Australië: 35844871
- Nationale Bibliotheek van Israël: 987007266858305171
- Nationale Bibliotheek van Polen: a0000001181008
- Nationale en Universitaire bibliotheek Zagreb: 000108068
- Nederlandse Thesaurus van Auteursnamen: 069140588
- Réseau des bibliothèques de Suisse occidentale: 02-A000133637
- Istituto Centrale per il Catalogo Unico: MILV075738
- LIBRIS: 196747
- SNAC: w6r21m6v
- Système universitaire de documentation: 028475933
- Trove: 1113002
- Union List of Artist Names: 500324430
- Virtual International Authority File: 100010336
- WorldCat: E39PCjt8RYWrG8gxpFryfCYqXq